# Daniel Huber (Skispringer)
Daniel Huber (* 2. Jänner 1993 in Salzburg) ist ein österreichischer Skispringer. Sein bisher größter Erfolg ist der Olympiasieg im Mannschaftsspringen bei den Olympischen Winterspielen 2022 in Peking.

## Werdegang
Huber gab am 1. März 2008 bei einem Junioren-Wettkampf in Bois-d’Amont sein internationales Debüt und belegte den 19. Platz. Ende 2008 gab er in Seefeld in Tirol sein Debüt im Alpencup und wurde 48. und 35. Am 1. Februar 2009 gab er in Eisenerz sein FIS-Cup-Debüt, verpasste jedoch als 34. knapp den zweiten Durchgang. Anschließend ging Huber diese Saison noch bei mehreren Junioren-Wettbewerben an den Start. Im Sommer 2009 ging er bei mehreren FIS Cups an den Start. Sein bestes Ergebnis dabei war ein 20. Platz in Val di Fiemme. In dieser Saison startete Huber bei allen zwölf Alpencup-Wettbewerben. Er schaffte es jedoch nur in Seefeld als Neunter in die Top Ten. Im Winter startete Huber in Lauscha wieder im FIS Cup und wurde zweimal 19. Auch in Villach ging Huber im FIS Cup an den Start, konnte jedoch als 46. den zweiten Durchgang nicht erreichen. Für die Saison 2010/11 wurde Huber für den österreichischen C-Kader nominiert. Im Sommer sprang er jedoch nur im Alpencup, bis Jänner ebenso im Winter. Ende Jänner gab Huber in Bischofshofen sein Debüt im Continental Cup und wurde 39. und 49. Im Februar schaffte Huber in Kranj den Durchbruch. Zunächst belegte er im FIS Cup die Plätze fünf und neun. Eine Woche später schaffte er es im Alpencup als Dritter und Zweiter erstmals auf das Podest. Danach erreichte er beim Continental Cup in Kranj am 19. und 20. Februar mit den Plätzen acht und elf erstmals den zweiten Durchgang. Dies gelang ihm eine Woche später in Zakopane erneut. Seine bis dahin besten Ergebnisse im Continental Cup erreichte er mit zwei siebten Plätze am 2. Juli 2011 in Kranj und 10. Juli 2011 in Stams. Beim Alpencup in Chaux-Neuve sprang Huber als Dritter erneut auf das Podest. Für die Saison 2011/12 wurde er für den B-Kader nominiert.
Huber startete bis 2013 noch parallel im Alpen- sowie im FIS Cup, da im Continental Cup große Erfolge ausblieben. Bei der Winter-Universiade 2013 in Predazzo gewann er mit der Mannschaft die Bronzemedaille. Nur wenige Tage nach der Universiade wechselte Huber fest in den B-Nationalkader und konnte im Februar 2014 mit zwei dritten Plätzen in Brotterode seine ersten beiden Podestplatzierungen im Continental Cup feiern.
Im Sommer 2014 startete Huber in Hakuba im Rahmen des Skisprung-Grand-Prix 2014 und erreichte mit Rang 30 im ersten Springen die Punkteränge. Am Ende belegte er Rang 80 in der Gesamtwertung. Bei der Vierschanzentournee 2014/15 gehörte er in Innsbruck und Bischofshofen zur nationalen Gruppe, scheiterte aber jeweils bereits in der Qualifikation.
Nachdem Huber bei den Continental-Cup-Wettbewerben vom 22. bis 24. Jänner 2016 in Sapporo mit den Plätzen 15, 4 und 16 gute Ergebnisse erzielte, gehörte er auch für die Weltcup-Springen eine Woche später am selben Ort zur österreichischen Mannschaft. Dabei gab er am 31. Jänner 2016 sein Weltcup-Debüt, bei dem er mit Rang 35 aber die Punkteränge verpasste. Dies blieb seine einzige Weltcup-Station in der Saison 2015/16. Am 27. Februar 2016 erreichte er mit Platz zwei in Brotterode seine bis dahin beste Platzierung in einem COC-Springen. Nach zwei weiteren Podestplatzierungen im Continental Cup in der Saison 2016/17 erzielte er am 28. Dezember 2016 in Engelberg seinen ersten Sieg in dieser Serie. Bei der anschließenden Vierschanzentournee 2016/17 gehörte er nur in Innsbruck zur nationalen Gruppe. Mit Platz 30 im Wettbewerb holte er den ersten Weltcuppunkt seiner Karriere. Es blieb trotz weiterer Einsätze im Weltcup bei diesem einen Punkt in der Gesamtwertung der Saison 2016/17.
Im Sommer 2017 war er in Wisła erstmals Teil der österreichischen Mannschaft in einem Teamspringen im Rahmen des Grand Prix, wobei das Team den fünften Rang belegte. Im weiteren Verlauf des Sommers erzielte er drei Podiumsplatzierungen im Continental Cup, darunter ein Sieg am 10. September 2017 in Stams. Im darauffolgenden Winter gehörte Huber dauerhaft zur österreichischen Weltcup-Mannschaft. Zum Auftakt in Wisła sprang er in seinem ersten Weltcup-Teamspringen auf Platz zwei und erreichte damit seine erste Podestplatzierung im Weltcup. Im Einzelspringen am Folgetag belegte er den sechsten Rang und verbesserte seine beste Platzierung in einem Einzel-Weltcupspringen deutlich (vorher 30). Am 27. Jänner 2018 erzielte er in Sapporo seinen dritten Sieg in einem Continental-Cup-Springen. In der weiteren Weltcup-Saison 2017/18 sprang er regelmäßig in die Punkteränge, konnte aber seine Top-Platzierung vom Auftakt in Wisła nicht mehr erreichen. Er beendete die Saison als 28. im Gesamtweltcup mit 117 Punkten.
Am 11. August 2018 erreichte Huber in Courchevel als Zweiter hinter Jewgeni Klimow erstmals eine Podestplatzierung in einem Grand-Prix-Springen. Zudem belegte er bei den beiden Bewerben in Hakuba die Plätze sechs und drei. Beim abschließenden Bewerb in Hinzenbach gewann er vor Killian Peier und Karl Geiger sein erstes Grand-Prix-Springen. In der Grand-Prix-Gesamtwertung wurde er Fünfter mit 305 Punkten. Am 15. Dezember 2018 erzielte Huber in Engelberg als Dritter sein erstes Weltcup-Podium im Einzel. Bei den Weltmeisterschaften 2019 in Seefeld in Tirol gewann er mit seinen Mannschaftskameraden Philipp Aschenwald, Michael Hayböck und Stefan Kraft die Silbermedaille im Mannschaftsspringen. In den beiden Einzelspringen belegte er die Plätze elf von der Großschanze und 21 von der Normalschanze.
Am 6. Jänner 2022 konnte er beim Abschlussspringen der Vierschanzentournee 2021/22 auf der Paul-Außerleitner-Schanze in Bischofshofen seinen ersten Weltcupsieg im Einzel erringen und belegte damit (wie schon drei Jahre zuvor) den neunten Platz in der Gesamtwertung der Tournee. Er verhinderte damit, dass der Japaner Ryōyū Kobayashi zum zweiten Mal alle vier Springen der Tournee gewinnen konnte. Bei den Olympischen Winterspielen 2022 in Peking erreichte er den 13. Platz auf der Normalschanze. Auf der Großschanze wurde er 20. Im österreichischen Team gemeinsam mit Stefan Kraft, Jan Hörl und Manuel Fettner wurde er Olympiasieger im Mannschaftswettbewerb von der Großschanze.
Huber gewann Ende der Saison 2023/24 die Planica 7 und wurde Gesamtsieger der Skiflugwertung.
Nachdem Huber sich bereits im März 2023 einer Hüftoperation unterzogen hatte, musste er seine Teilnahme an der Saison 2024/25 wegen einer Knorpelfraktur im rechten Knie absagen. Für ihn rückte Maximilian Ortner ins Weltcupteam nach.
Daniel Huber ist aktiver Sportler des Heeressportzentrums des Österreichischen Bundesheers. Als Heeressportler trägt er derzeit den Dienstgrad Korporal.

## Erfolge

### Weltcupsiege im Einzel
| Nr. | Datum          | Ort           | Typ         |
| --- | -------------- | ------------- | ----------- |
| 1.  | 6. Jänner 2022 | Bischofshofen | Großschanze |
| 2.  | 17. März 2024  | Vikersund     | Flugschanze |
| 3.  | 24. März 2024  | Planica       | Flugschanze |

### Weltcupsiege im Team
| Nr. | Datum             | Ort           | Typ         |
| --- | ----------------- | ------------- | ----------- |
| 1.  | 23. November 2019 | Wisła         | Großschanze |
| 2.  | 21. November 2020 | Wisła         | Großschanze |
| 3.  | 16. Jänner 2021   | Zakopane      | Großschanze |
| 4.  | 4. Dezember 2021  | Wisła         | Großschanze |
| 5.  | 9. Jänner 2022    | Bischofshofen | Großschanze |
| 6.  | 23. März 2024     | Planica       | Flugschanze |

### Grand-Prix-Siege im Einzel
| Nr. | Datum              | Ort        | Typ           |
| --- | ------------------ | ---------- | ------------- |
| 1.  | 30. September 2018 | Hinzenbach | Normalschanze |

### Continental-Cup-Siege im Einzel
| Nr. | Datum              | Ort       | Typ         |
| --- | ------------------ | --------- | ----------- |
| 1.  | 28. Dezember 2016  | Engelberg | Großschanze |
| 2.  | 10. September 2017 | Stams     | Großschanze |
| 3.  | 27. Jänner 2018    | Sapporo   | Großschanze |
| 4.  | 27. Jänner 2024    | Willingen | Großschanze |

## Statistik

### Weltcup-Platzierungen
| Saison  | Platz | Punkte |
| ------- | ----- | ------ |
| 2016/17 | 71.   | 001    |
| 2017/18 | 28.   | 117    |
| 2018/19 | 16.   | 413    |
| 2019/20 | 18.   | 417    |
| 2020/21 | 12.   | 561    |
| 2021/22 | 11.   | 556    |
| 2023/24 | 15.   | 647    |

### Grand-Prix-Platzierungen
| Saison | Platz | Punkte |
| ------ | ----- | ------ |
| 2014   | 80.   | 001    |
| 2018   | 05.   | 305    |
| 2019   | 67.   | 003    |
| 2020   | 16.   | 032    |
| 2021   | 68.   | 014    |
| 2022   | 85.   | 001    |

### Continental-Cup-Platzierungen
| Saison  | Platz | Punkte |
| ------- | ----- | ------ |
| 2010/11 | 067.  | 073    |
| 2011/12 | 126.  | 002    |
| 2012/13 | 183.  | 002    |
| 2013/14 | 025.  | 317    |
| 2014/15 | 074.  | 085    |
| 2015/16 | 056.  | 178    |
| 2016/17 | 003.  | 965    |
| 2017/18 | 006.  | 917    |
| 2018/19 | 076.  | 100    |